# András Schubert
András Schubert (* 9. April 1946) ist ein ungarischer Informationswissenschaftler.

## Leben
András Schubert studierte Chemie und wurde an der  Technischen Universität Budapest promoviert. 1979 wechselte an die Bibliothek der Ungarischen Akademie der Wissenschaften in die dort angesiedelte Information Science and Scientometrics Research Unit. Dort entstand eine Vielzahl seiner wissenschaftlichen Veröffentlichungen in enger Zusammenarbeit mit Tibor Braun und Wolfgang Glänzel. Seit der Gründung der Zeitschrift Scientometrics im Jahr 1978 hatte er bei dieser verschiedene Funktionen; gegenwärtig ist er Editor.
Sein Hauptarbeitsgebiet ist die Konstruktion und Anwendung scientometrischer Makro-Indikatoren sowie die Untersuchung der Netzwerkstruktur der wissenschaftlichen Kommunikation. Er gehört zu den meistzitierten Autoren auf dem Gebiet der Scientometrie.
1993 wurde er mit dem Derek John de Solla Price Award der Zeitschrift Scientometrics ausgezeichnet.

## Schriften (Auswahl)
- T. Braun, W. Glänzel, A. Schubert: Scientometric indicators. A 32-country comparative evaluation of publishing performance and citation impact. World Scientific Publ., Singapore, Philadelphia 1985, ISBN 9971-966-69-7.
- T. Braun, E. Bujdosó, A. Schubert: Literature of analytical chemistry: a scientometric evaluation. CRC Press Inc., Boca Raton 1987, ISBN 978-0-8493-6591-1, S. 259.